# Kuindschi-Kunstmuseum

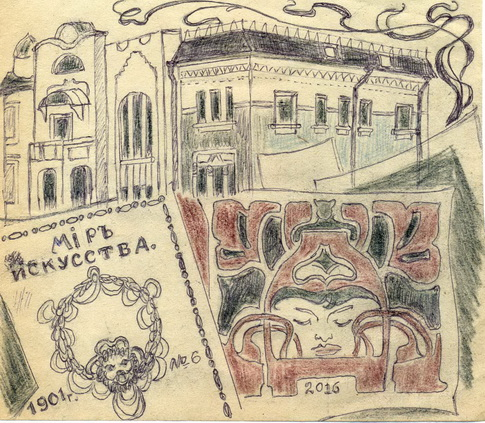
Zeichnung des Kunstmuseums vor seiner Zerstörung beim russischen Angriff

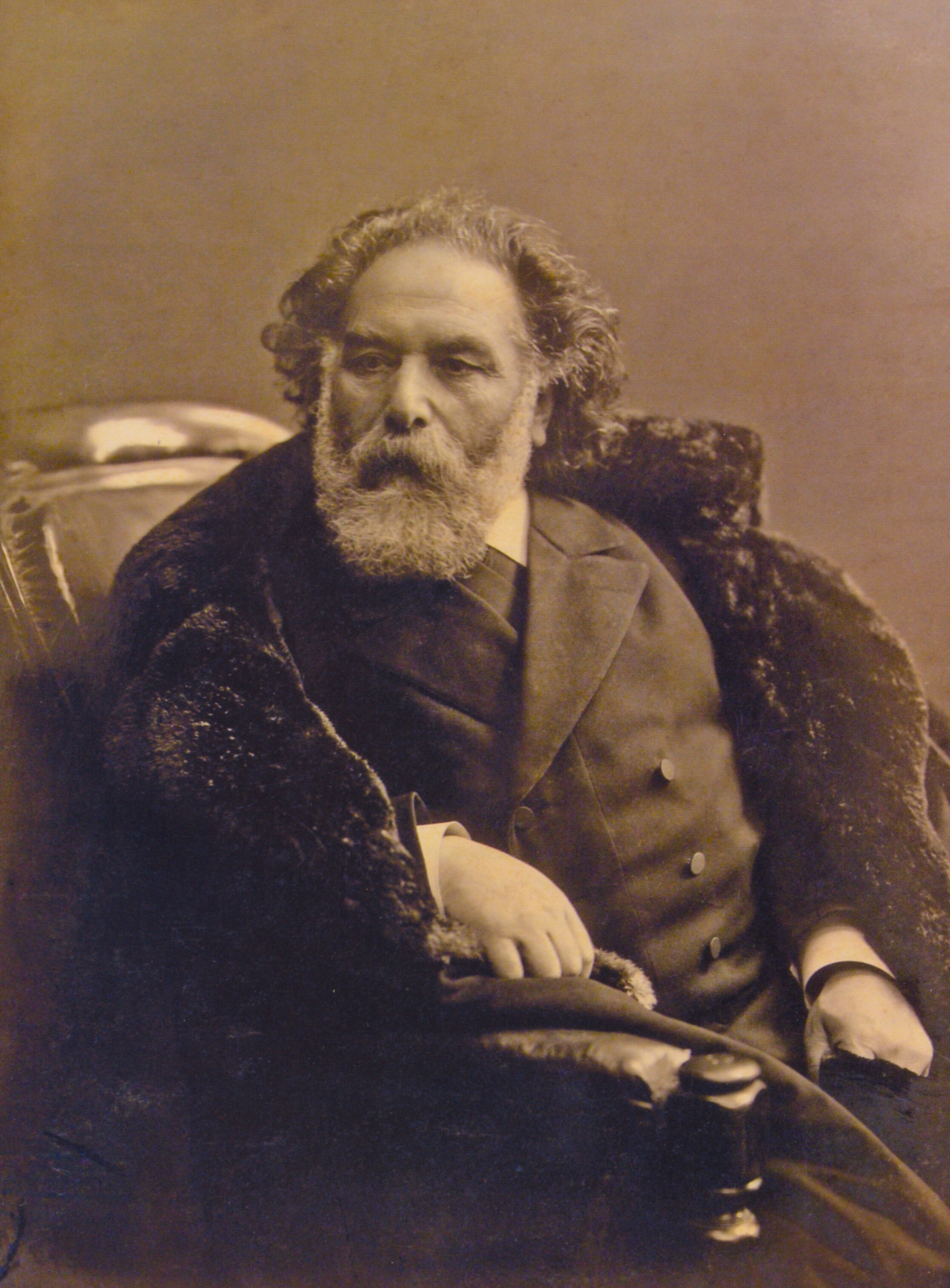
Fotografie von Archip Iwanowitsch Kuindschi, um 1900

Das Kuindschi-Kunstmuseum (ukrainisch Художній музей імені Куїнджі) war ein Kunstmuseum in der ukrainischen Industrie- und Hafenstadt Mariupol in der Oblast Donezk.

## Geschichte
In Mariupol, der Geburtsstadt des besonders durch seine Landschaftsmalereien bekannt gewordenen griechischstämmigen Künstlers Archip Iwanowitsch Kuindschi (1841–1910), gab es schon bald nach dessen Tod Bestrebungen für die Einrichtung eines Museums mit seinen Werken. Die Kuindschi-Künstlervereinigung bot dafür einige Werke als Schenkung an. Doch verhinderte der Erste Weltkrieg die Museumsgründung. Auch in den 1960er Jahren scheiterte eine Initiative für die Gründung eines Kunstmuseum in Mariupol. Realisiert wurde vorerst ein Kuindschi-Kulturzentrum.
1997 begannen Vorarbeiten für die Errichtung des Museums, das am 30. Oktober 2010 in einem 1902 gebauten Haus in der Altstadt von Mariupol eröffnet wurde. Das Kuindschi-Museum ist administrativ dem Stadtmuseum Mariupol zugeordnet. 2015 veranstaltete das Museum eine Feier zum 175-jährigen Jubiläum der Geburt von Archip Iwanowitsch Kuindschi.
Die Kunstsammlung des Museums umfasste 650 Bilder, davon drei Originale von Archip Iwanowitsch Kuindschi, die in den 1960er Jahren aus dem Russischen Museum in Sankt Petersburg nach Mariupol gelangt waren, 960 Grafiken, 150 Skulpturen und 300 kunsthandwerkliche Objekte. Einige Gemälde stammen unter anderem von Künstlern wie Wiktorija Kowaltschuk, Tetjana Jablonska, Iwan Konstantinowitsch Aiwasowski, Mykola Hluschtschenko, Wassili Wassiljewitsch Wereschtschagin, Iwan Martschuk und Iwan Iwanowitsch Schischkin. Viele dieser Werke stammten aus der alten Sammlung des Stadtmuseums von Mariupol. Das Museumsarchiv enthielt außerdem Dokumente zum Leben von Archip Iwanowitsch Kuindschi.
Das Museum wurde am 21. März 2022 bei einem Luftangriff während der Belagerung von Mariupol durch die russische Armee zerstört. Es gab insbesondere Schäden an der Fassade und dem Dach.